# RPG-32
El RPG-32 «Barkas» (en ruso: РПГ-32 «Баркас») es un lanzacohetes antitanque portátil ruso-jordano. El lanzacohetes multipropósito RPG-32 es el resultado de la cooperación  entre los ingenieros jordanos y rusos. Fue desarrollado entre 2005 y 2007 por la empresa estatal rusa FGUP Bazalt a pedido y bajo contrato del Reino de Jordania. Los primeros lanzacohetes RPG-32 'Barkas' serán enviados desde Rusia a Jordania en 2008, pero se ha planeado que la producción en serie del RPG-32 y su cohete se llevará a cabo bajo licencia en Jordania por la fábrica JRESCO. El RPG-32 es un arma modular que ha heredado de los primeros lanzacohetes rusos soluciones exitosas y probadas en su diseño y el del cohete, pudiendo ser empleado con éxito contra una amplia variedad de objetivos, desde modernos tanques principales de batalla y transportes blindados de personal a búnkeres, equipo militar y tropas en marcha o a campo abierto.

## Descripción
El lanzacohetes multipropósito RPG-32 se compone de un corto tubo lanzador reutilizable con agarraderas, controles de disparo y soporte para mira, una mira colimadora desmontable y contenedores de munición descartables, que vienen cargados de fábrica y se acoplan a la parte posterior del lanzador antes de disparar.

## Historia
El lanzacohetes multipropósito RPG-32 fue desarrollado entre el 2005 y el 2007, por la empresa estatal rusa FGUP Bazalt a pedido y bajo contrato de Jordania y México. Después de la primera entrega de lanzacohetes RPG-32 'Barkas' en 2008, se esperaba iniciar la producción en serie bajo licencia en Jordania y México del lanzacohetes y su munición. En 2010, Rusia suministró 1.500 RPG-32 al Ejército libanés.

## Denominación en Jordania
El RPG-32 es conocido en Jordania como RPG-32 Hashim en honor al nombre de la familia real jordana Hachemí: Hashim.

## Usuarios
- Jordania
- Líbano
- Marruecos
- Rusia